# 海阳北站
海阳北站，位于中华人民共和国山东省烟台市海阳市徐家店镇刘家窑村，是青荣城际铁路上的高铁站，于2014年12月28日启用营运，济南铁路局管辖。

## 車站構造
建筑融入了海阳亚沙会拼搏、腾飞的特点，设计出形似海浪、又似海鸥腾飞展翅的形状。候车大厅外观以蓝白相间，以玻璃材质为主。

## 車站周邊
- 海阳建材市场

## 歷史
- 2014年12月28日，随着青荣城际铁路通车启用。

## 外部連結
- 中国铁路客户服务中心 （页面存档备份，存于）